# Атешгях
Атешгях (азерб. Atəşgah) — храм зороастрійців в Азербайджані, на Апшеронському півострові, за 30 км від центру Баку, на околиці селища Аміраджани в Сураханському районі, в різний час шанований зороастрійцями, індуїстами та сикхами. Розпорядженням президента Азербайджану оголошений Державним історико-архітектурним заповідником.. Музей просто неба. «Атешгях» означає «Будинок вогню», «Місце вогню». Територія храму відома таким унікальним природним феноменом, виходами природного газу що палає (газ, вириваючись назовні, змішується з киснем і спалахує).

## Історія

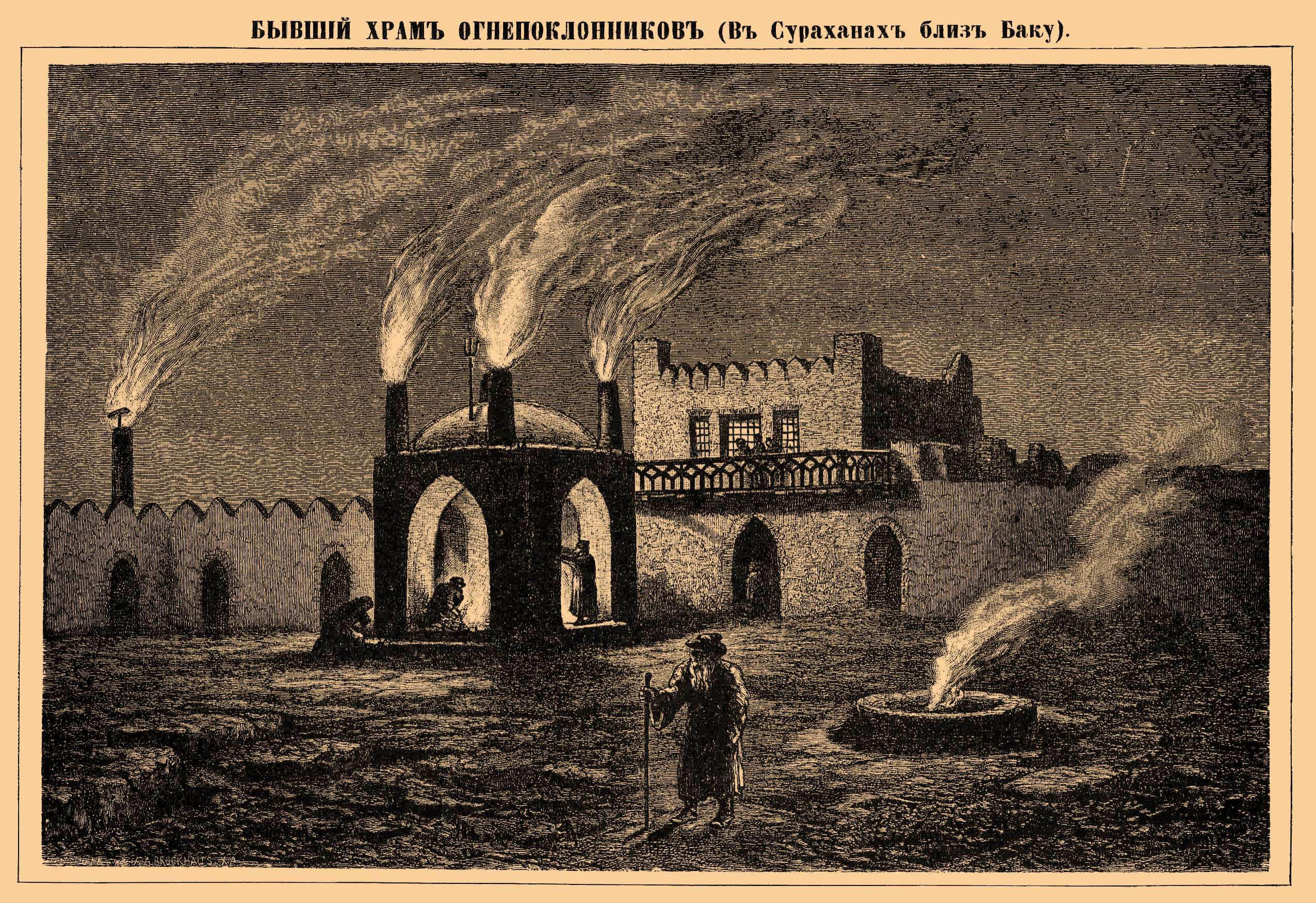
Ілюстрація з енциклопедичного словника Брокгауза і Ефрона (1890–1907)

### III–X століття
Перша згадка про зороастрійські поклоніння вогню в Закавказзі припадає на епоху Сасанідів, які засновували тут храми вогню. З напису верховного мобеда Картира (III ст.) на «Каабі Заратуштри» випливає, що він засновував священні вогні в Закавказзі і призначав жерців служити їм: «і аж до країни … Албанії та Баласакана аж до Албанських воріт … тих магів і вогнів, що були в тих країнах, я впорядкував, я не допускав здійснювати образи і грабежі, і те, що було у них відібране, я також повернув, і я привів їх в свою країну, і я віру маздаянійську і хороших магів зробив чудовими і шанованими».
Мовсес Хоренаці описуючи провінцію Пайтакаран в області Багаван на березі Каспію відзначає топонім «Еотнпоракіан багінк» (давньовірменською «Семиямне капище») і згадує про заснування шахом Ардаширом I (227–241) храмів вогню в Багавані. Гевонд (VIII ст.) згадує це ж місце, де горіли невгасимі вогні, як Атші-Багуан. Деякі дослідники вважають, що Атші — це спотворене «Аташ» («вогонь»), а Аташі-Багуан — «місце священних вогнів», під яким мався на увазі нинішній Баку,. У грузинському літописі «Картліс Цховреба» Баку має назву Багаван аж до XIII століття.
Про сім шанованих вогненних ям в Апшеронському с. Сурахані згадував німецький мандрівник Кемпфер, який відвідав його майже тисячу років по тому, в 1683 р.

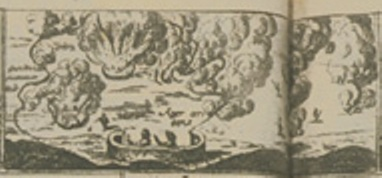
Сім шанованих вогненних ям і храмова огорожа в с. Сурахани. Малюнок Е. Кемпфера, кінець XVII ст.

Істахрі в 930 р. в «Книзі шляхів і країн» пише, що недалеко від Баку є селища, жителі яких зороастрійці. Цю ж інформацію повторює і арабський географ Абульфеда.

### XVII–XVIII століття
Приблизно з XV–XVI ст. розширюються дипломатичні і торгові відносини Ширвана з Індією. На кошти купців з Північної Індії — торговців тканинами і прянощами, і, мабуть, прихильників шиваїзму і сикхської секти моннас, місце вшанування вогню біля с. Сурахані було відновлено і використовувалося як індуїстське і сикхське святилище. У XVII столітті джерела відзначають паломників індусів, які прибули до Баку на поклоніння вогню. Найбільш рання споруда храму належить до 1713 року. До найпізніших належить центральний храм-вівтар, збудований, як свідчить напис, на кошти купця Канчанагара в 1810 році.

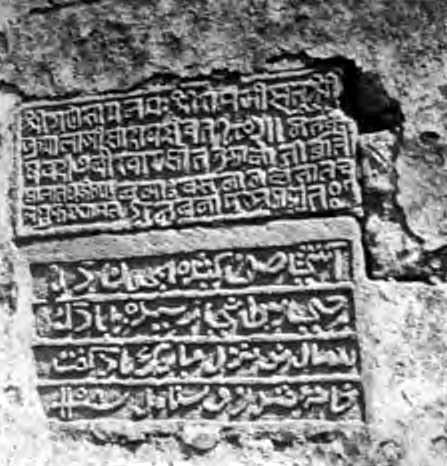
Індуїстський (зверху) і перський (зороастрійський, знизу) написи з Атешгяха

У XVIII столітті навколо святилища, добудовуючи один до одного, звели молитовні, келії, караван-сарай. На келіях пам'ятника є різьблені по каменю написи, виконані шрифтами індійського письма — даванагарі і гумрукі. На початку XIX століття храм вже мав той вигляд, в якому він дійшов до нас. Збудований у місцевих архітектурних традиціях, Атешгях поєднує в собі риси стародавніх вівтарів вогню. Це п'ятикутна в плані споруда, з зубчастою зовнішньою стіною і вхідним порталом. У центрі внутрішнього двору височить чотирикутна ротонда головного храму-вівтаря. Над вхідним порталом влаштована традиційна на Апшероні гостьова кімната — «Балахан́е».
Поблизу храму-святилища розташована чотирикутна яма, тепер зовсім завалена камінням, де колись спалювали тіла мертвих індусів на священному вогні. В Атешгях мешкало кілька десятків відлюдників, які поклонялися вогню, вели аскетичний спосіб життя, катуючи свою плоть і очищаючи душу. Вони вішали на себе ланцюги, вага яких сягала понад 30 кг, лежали на негашеному вапні — до омертвіння окремих частин тіла. Вони не працювали, жили за рахунок пожертвувань індійських купців. Відлюдники вірили, що душа людини після смерті перероджується і повертається знову на Землю. А в якому вигляді — знатної людини або якої-небудь тварини — залежить від карми — суми добрих і злих вчинків.
Крім цього, є низка свідчень про те, що крім індуїстів та сикхів у храмі були присутні і зороастрійці (парси і гебри).
Шарден у 60-х рр.. XVII ст. повідомляє про персів-гебрів, що шанували вічно палаючий вогонь, який перебував за два дні шляху від Шемахи, тобто на Апшеронському півострові.
Е. Кемпфер, який відвідав Сурахани в 1683 р., писав, що серед людей, які поклонялися вогню, двоє є нащадками персів, що переселилися в Індію, тобто зараховує їх до парсів.
Французький єзуїт Віллот, що жив в Азербайджані з 1689 р., повідомляє, що Атешгях вшановується індусами і гебрами, нащадками давніх персів.
Німецький мандрівник Лерх, який відвідав храм в 1733 р., писав, що тут присутні «12 гебрів або стародавніх перських обожнювачів вогню».
Дж. Ганвей відвідав Баку в 1747 р. і залишив кілька записів про Атешгях. Людей, що вклонялися вогню в Аташгях він іменує «індійцями», «персами» і «гебрами».
С. Гмелін, відвідавши Аташгях в 1770 р., писав, що в Атешгясі присутні індійці й нащадки давніх гебрів.
Попри те, що храм переважно використовувався як індуїстський, його архітектура відрізняється від архітектури індуїстських храмів: сам храм являє собою «чахар-таг [Архівовано 7 січня 2012 у Wayback Machine.]» — споруду, що складається з чотирьох напівкруглих арок, звернених до чотирьох сторін світу.
Традиція зведення храмів вогню у формі Чахар-тага належить до Сасанідського стилю будівництва храмів вогню, який був поширений на заході імперії. Храми вогню такого типу були в Ані (нині вілайєт Карс у Туреччині), Ніасарі (у провінції Ісфахан в Ірані) та інших областях.
На стінах келій Атешгяха були розміщені присвятні написи, залишені служителями храму. Дотепер збереглися лише 17 написів, з яких 14 індуїстських, два сикхських і один напис перською мовою, що має віршовану форму і складається з чотирьох рядків:
Зороастрійський напис
(оригінал)
آتشی صف کشیده همچون دک
جیی بِوانی رسیده تا بادک
سال نو نُزل مبارک باد گفت
خانۀ شد رو سنامد (؟) سنة ۱۱۵٨
(транслітерація)
ātaši saf kešide hamčon dak
jeyi bavāni reside tā bādak
sāl-e nav-e nozl mobārak bād goft

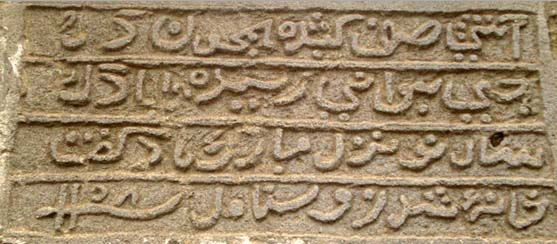
Перський напис у храмі вогню Атешгях

xāne šod ru *sombole sane-ye hazār-o-sad-o-panjāh-o-haštom

(переклад)
Вогонь горить як суцільний ряд
Ісфахан(ець) з Бавана прийшов до Бадака
«Нехай славиться прийдешній Новий Рік», — сказав він.
Будинок був поставлений в (місяці) Сомболе в рік 1158-й.
У першому рядку автор говорить про ряд або кільце вогнів, що горять у келіях навколо храму.

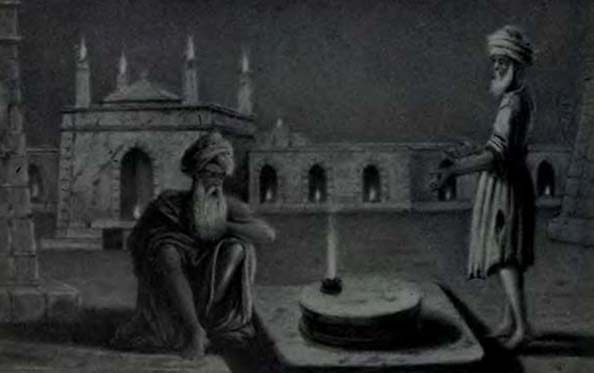
Малий шанований вогонь. На задньому плані — чахар-таг і вогні келій, що горять у ряд. Малюнок 1865

У другому рядку автор каже, що він родом з Ісфахана і Бавана і прибув у місто Бадак. «Джей» — арабізована форма від «Гай» — однієї з ранніх назв міста Ісфахана.
Баван — невелике село на південь від Ісфахана. В Ісфахані і його передмістях з початку XVII ст. існувала зороастрійська громада. За правління шаха Султан Хусейна (1694–1722) майже всі зороастрійці Ісфахана були насильно звернені в іслам, врятувалися лише деякі. Досі в районі Язда є родини, які ведуть своє походження від цих втікачів. Слово «Бадак» вжито як зменшувальну назву міста Баку для збереження рими вірша. (Джерела XVI–XVIII ст. подавали назву міста Баку як Бадку, Бад-е кубі).
У третьому рядку йдеться про прийдешній Новий Рік, наприкінці вірша згадується Сомболе — сузір'я Колоса (Діви), що припадає на 22 серпня — 22 вересня. У написанні назви місяця майстер помилково переставив l і h у кінці слова. В останньому рядку напису місцевий різьбяр по каменю вказав рік — 1158-й, що відповідає 1745 н. е. і збігається з датуванням сусіднього індуїстського напису, де вказана дата Самват 1802, що теж відповідає 1745 н. е. Зороастрійці Ірану використовували свій календар, святкуючи Новий Рік (Новруз) в день весняного рівнодення. Але в XI ст. календарна система зороастрійців занепала через те, що вони перестали проводити високосні інтеркаляції. Таким чином, Новруз за їхнім календарем став зміщуватися відносно своєї початкової дати і до 1745 день Новруза припадав на 22 вересня, тобто в період місяця Колоса. Цей календар називається «кадмі» і його використовували зороастрійці Ірану аж до XX століття, коли вони знову відновили традицію святкування Новруза в день весняного рівнодення.

### XIX–XX століття
У XIX ст., після закінчення російсько-перських війн і входження Закавказзя до складу Російської імперії, сураханський Аташгях став відомим у Росії і досить часто відвідуваним російськими та європейськими мандрівниками.
У 1820 р. храм відвідав Гамба, французький консул. За словами Гамби тут жили частково індуси, частково перські гебри, послідовники Заратуштри.
У 1840 р. караїмський вчений Авраам Фіркович відвідав місто Дербенд, де взяв участь у релігійній суперечці з зороастрійцями з Баку, про що написав у своїй роботі «Авней-Цікарон». І хоча російський комендант представив його опонента як браміна, із самої суперечки випливає, що Фіркович дискутував з зороастрійцями. Фиркович запитав його: "Чому ви поклоняєтеся вогню? Хіба це не таке ж творіння, як і все інше створене?" Зороастрієць з Баку відповів, що вони не поклоняються вогню як такому, а шанують Творця (Q'rt'), символом якого є вогонь. Термін, що позначає Творця, записаний Фірковічем як Q'rt' є пехлевійське слово Kerdar, тобто «Творець». Характерно, що сама суперечка йшла азербайджанською мовою, тобто бакинський зороастрієць володів азербайджанською мовою.
У листопаді 1858 Аташгях відвідав французький письменник Александр Дюма-батько, який у своїх спогадах називав служителів храму «парсами», «гебрами» і «маджі» (тобто  магами).
Англієць Асшер відвідав Аташгях 19 вересня 1863. Він називає його «Аташ Джа» і каже, що в храмі присутні прочани з Індії та Персії
Німецький барон Макс Тільман відвідав цей храм у жовтні 1872 р. У своїх спогадах він писав: «Община парсів Бомбея направила сюди свого священика, який, по закінченні декількох років буде змінений. Його присутність необхідна, оскільки сюди прибувають паломники з околиць Персії (Язд, Керман) і з Індії, і залишаються в цьому священному місці протягом декількох місяців або років».
У 1876 р. Аташгях відвідав англійський мандрівник Джеймс Брюс. Він зазначав, що панчаят парсів Бомбея забезпечує постійну присутність у храмі свого доглядача.
Ернест Орсоль, який відвідав храм вже після Брюса, зазначає, що після того як в 1864 р. парсійський священнослужитель помер, панчаят парсів Бомбея через кілька років направив сюди іншого священнослужителя, але паломники, які приходили сюди з Індії та Ірану, вже забули це святилище, і до 1880 р. там вже нікого не було.
О'Донован відвідав храм у 1879 р. і згадує про «релігійне богослужіння гебрів».

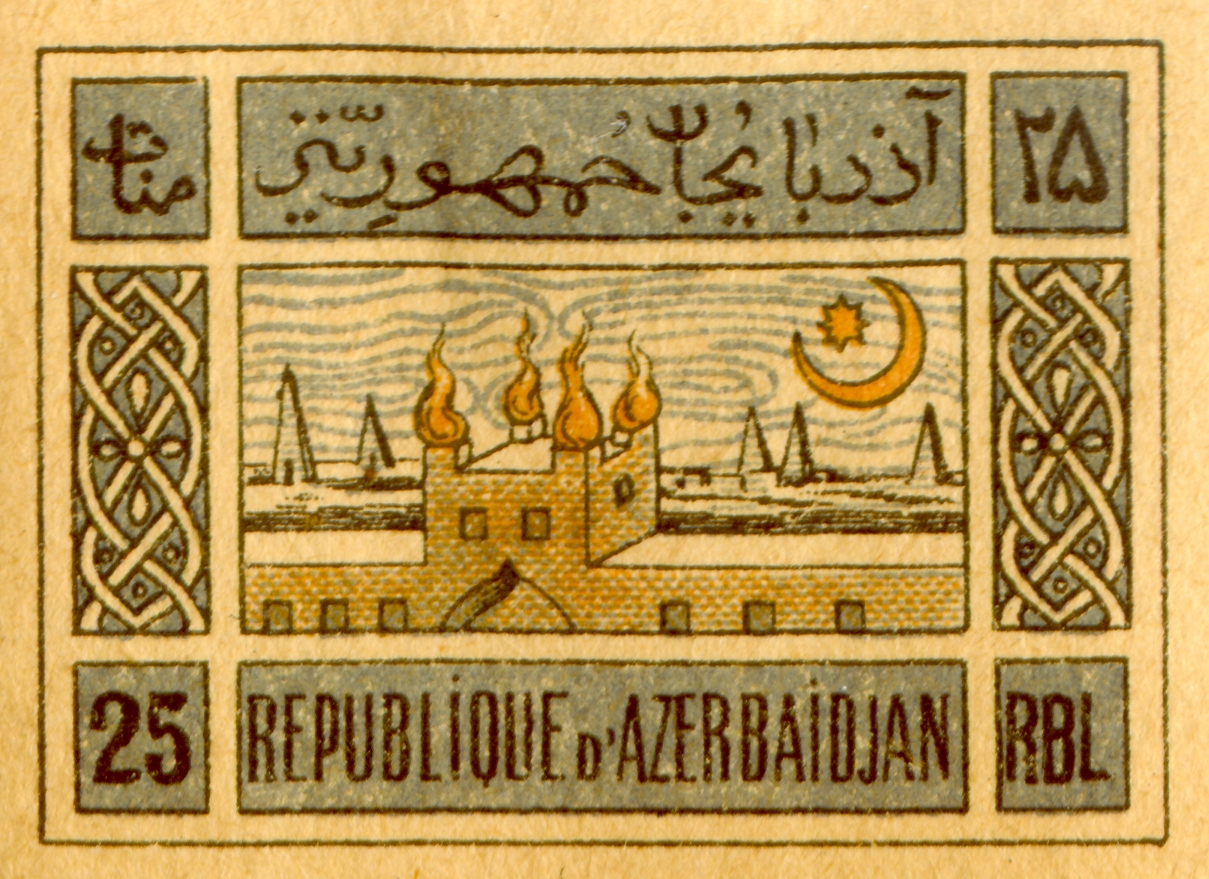
Храм вогню на азербайджанської поштовій марці, 1919

1898 року в журналі «Men and Women of India» була опублікована стаття під назвою «Стародавній зороастрійський храм у Баку», де автор називає Аташгях «парсійським храмом» і зазначає, що останній зороастрійський представник був направлений туди близько 30 років тому (тобто в 1860-х рр.).
1905 року Дж. Генрі у своїй книзі також вказує, що 25 років тому (тобто приблизно в 1880 р.) в Сурахани помер останній парсійський священнослужитель.
1855 року з розробкою нафтогазових промислів недалеко від храму був побудований завод, і природні вогні Аташгяха стали поступово слабшати. У 1887 р. храм з уже сильно ослабленими вогнями відвідав імператор Олександр III. Остаточно вогні храму згасли 6 січня 1902.
Дослідник М. С. Саяпін писав, що на початку XX ст. якийсь старий з Апшеронського села Говсан, розташованого за 11 км від Сурахани, говорив йому, що ще за його пам'яті (тобто в другій половині XIX століття) навколо нього жили старі, які поклонялися вогню, хоча їхні діти вже були мусульманами
У 1925 р. на запрошення «Товариства дослідження і вивчення Азербайджану» до Баку прибув парсійський професор Дж. Дж. Моді, де зустрівся з тодішнім керівником республіки — Самед-Ага Агамали огли Алієвим. Під час зустрічі Моді зазначив, що парсійська традиція завжди пам'ятала Азербайджан як країну вічних вогнів і своє прибуття в Баку він розглядає як паломництво до моря Воурукаш і храмів вічного вогню. Він також повідомив, що парсійські рукописи згадують «храми вогню на західному березі Хозарського моря». Моді справив богослужіння на березі Каспію, відвідав Дівочу вежу, яку він вважав древнім Аташкаде (храмом вогню), про що пізніше писав у своїх спогадах. Парсійський вчений відвідав повністю покинутий на той час Аташгях, але через наявність великої кількості атрибутів індуїстської релігії (написи над входами в келії, трішул на даху чахартага) він не побачив у його архітектурі («Чахар-таги») рис храмів вогню Сасанідського періоду і помилково зарахував Аташгях до індуїстських храмів..
Після 1925 р. храм вогню Атешгях 50 років був у забутті. У 1975 році, після проведених реставраційних робіт, Атешгях був відкритий для відвідування. У 2007 році храм був знову відреставрований.
Атешгях часто відвідують парсійські та іранські зороастрійці, які проводять тут релігійні служби.

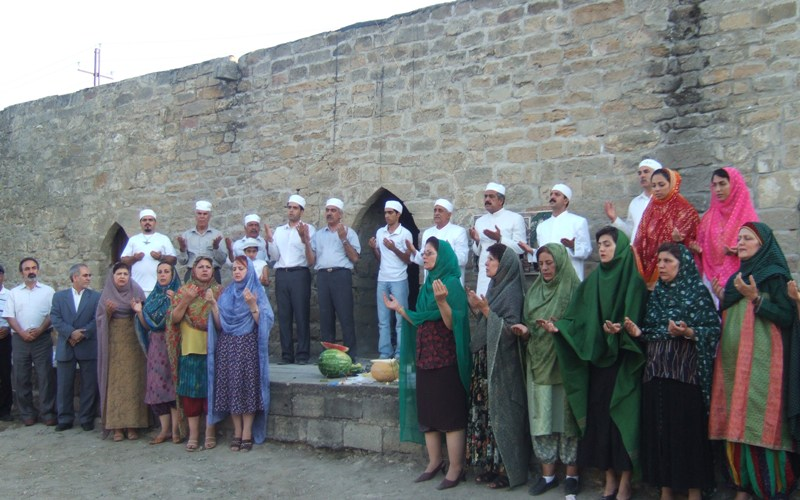
Зороастрійські богослужіння в Атешгязі на чолі з мобедом Курошем Нікнамом (Іран)

## Інші храми вогню Азербайджану, іменовані «Атешгях»
Ще одним найдавнішим атешгяхом Азербайджану вважають Атешгях, що розташований за 5 км на захід від села Хиналиг, в місці природного виходу газу.
Крім цього храм з подібною назвою існує в іранському місті Ісфахані. В наш час[коли?] він також музеєфікований і є однією з визначних пам'яток міста.

## У літературі
Жюль Верн устами Клодіуса Бомбарнака, героя однойменної повісті, так описав Атешгях:
Мені хотілося відвідати знамените святилище Атеш-Гах, але воно розташоване за двадцять дві версти від міста, і я б не встиг обернутися. Там горить вічний вогонь, уже сотні років підтримуваний парсійськими священиками, вихідцями з Індії, які не їдять тваринної їжі. В інших країнах цих переконаних вегетаріанців вважали б просто любителями овочів.

## Галерея

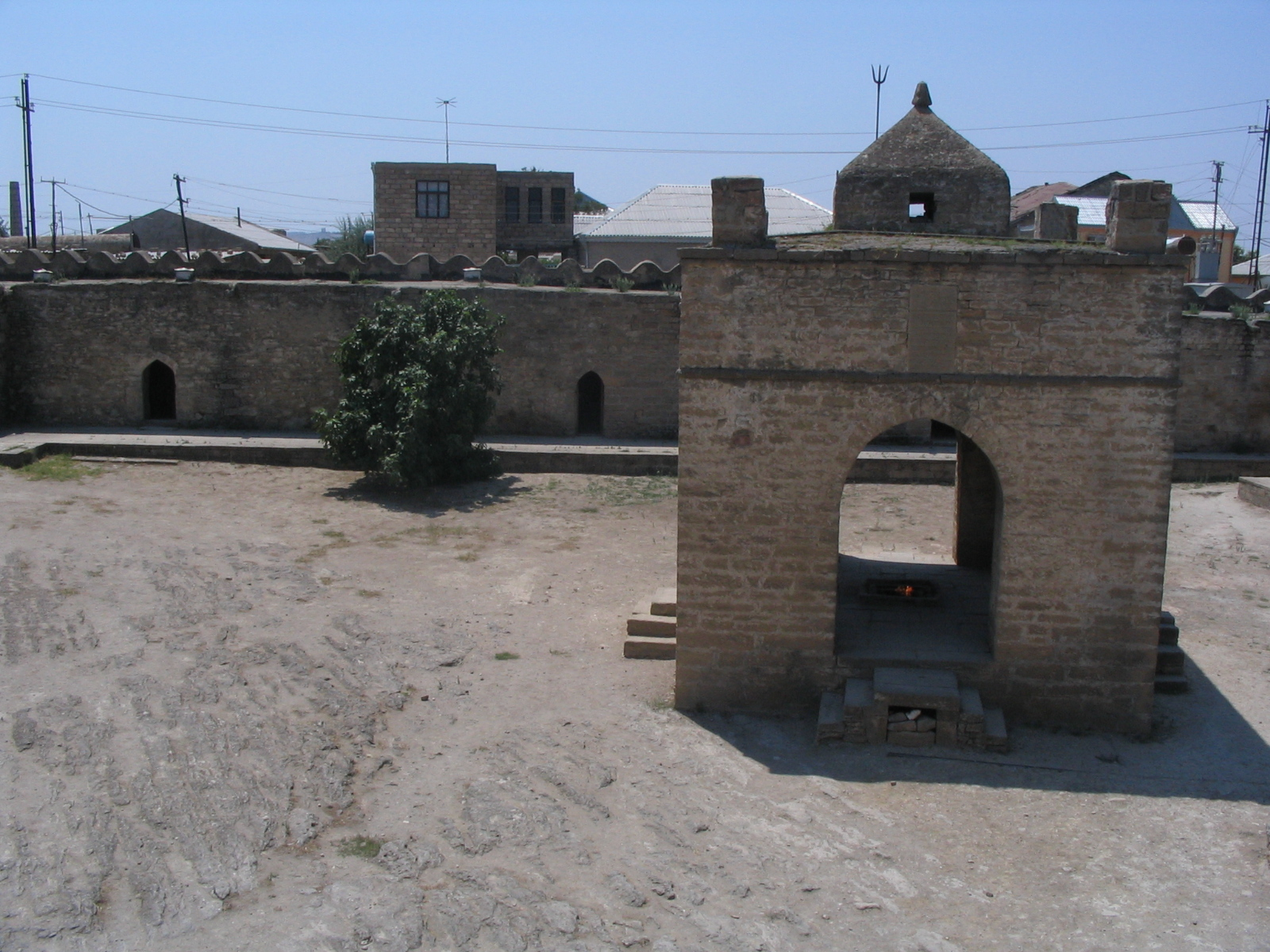
Внутрішній двір Атешгяха 1
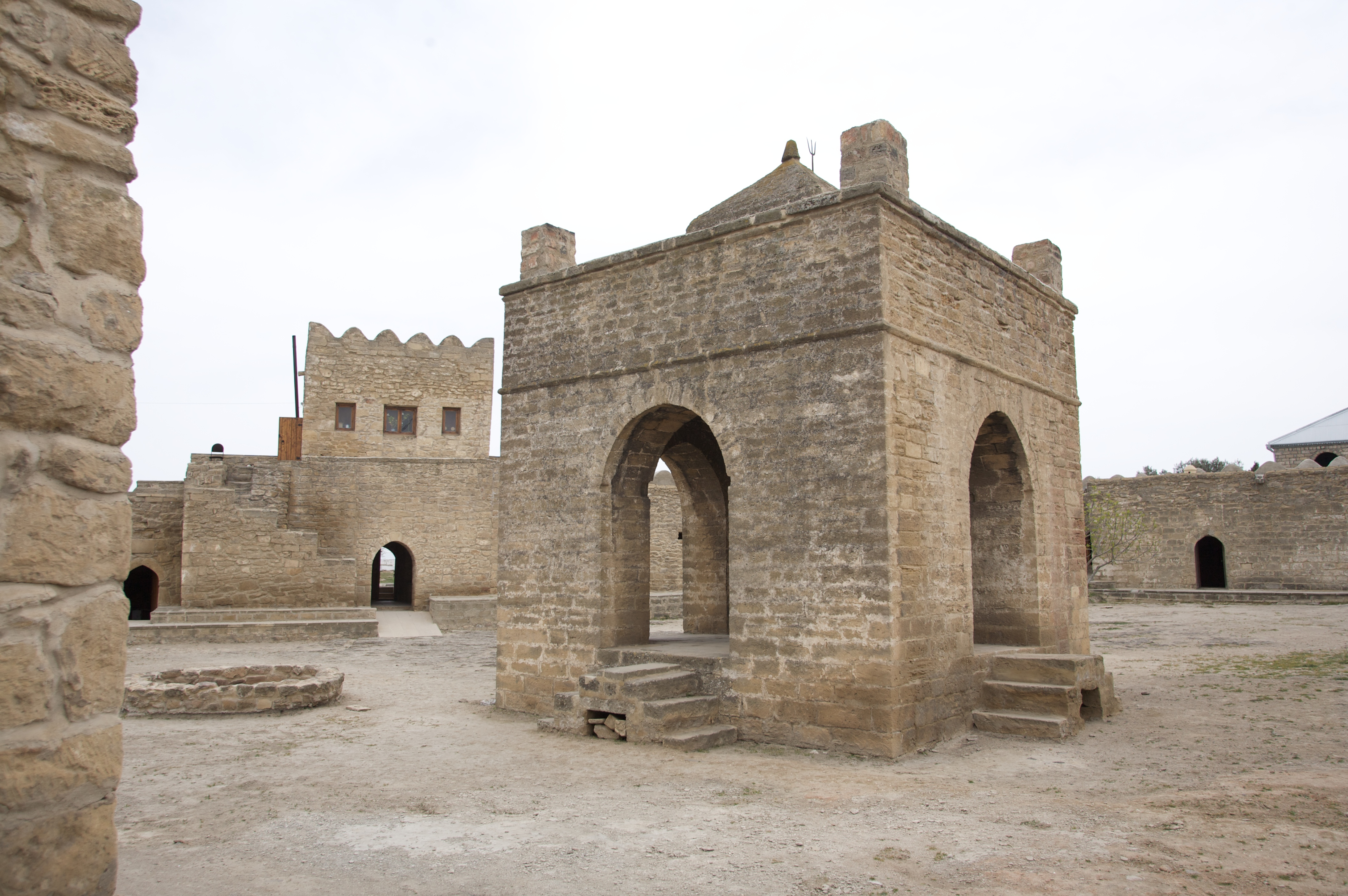
Внутрішній двір Атешгяха 2